# Lingbao pai
Pour les articles homonymes, voir Lingbao (homonymie).
Lingbao pai 靈寶派 ou École du joyau magique est une importante école taoïste qui s’est constituée entre les Jin orientaux et les Liu-Song. Son canon, le Lingbaojing (靈寶經), provient d’un corpus assemblé à partir des Han orientaux par les alchimistes, particulièrement ceux de la famille Ge (Ge Xuan, Ge Hong, Ge Chaofu). La lignée des patriarches remonte à Ge Xuan mais Ge Chaofu est considéré comme le vrai fondateur de l’école. Elle est également appelée École du mont Gezao (閣皂山) où se trouve son temple principal. Elle est devenue à partir du VIe siècle l’un des deux grands courants taoïstes avec Shangqing, puis sous les Song l’une des « Trois montagnes » (符錄三山), les trois écoles les plus importantes du sud de la Chine. Sous les Yuan, les Trois montagnes se sont unies dans le courant Zhengyi présidé par les Maîtres célestes.

## Constitution du canon
Le canon Lingbao s’est constitué par le rassemblement de textes alchimiques, Shangqing, Maîtres célestes et d’inspiration bouddhiste autour d'un texte principal, L'Écrit sacré des cinq talismans du joyau magique  ou Wufujing. Il était déjà mentionné dans le canon de l’école Taiping et pourrait provenir d’un texte talismanique utilisé par les magiciens des Han orientaux, Le Suprême Joyau magique .
Le taoïsme ancien considère ses textes sacrés comme transmis par des êtres divins. Les Cinq Talismans ne fait pas exception. Le Yunji qiqian  prétend qu’il fut remis sur ordre de Laozi à Ge Xuan par trois immortels, alors qu’il pratiquait le dao sur le mont Tiantai. Il l’aurait transmis à son disciple Zheng Yin, qui l’aurait remis à Ge Hong, son propre disciple, petit-neveu de Ge Xuan. Mais il est en fait probable qu’il circulait dans le royaume de Wu à l’époque des Trois royaumes, et que c’est Ge Chaofu, petit-neveu de Ge Hong, qui en a fait la promotion et a rassemblé autour de lui à la fin des Jin orientaux le premier un canon Lingbao, composé de cinquante-cinq fascicules.
Sous les Liu-Song (Ve siècle), Lu Xiujing, réformateur des Maîtres célestes du sud, se pencha sur ce corpus et le refondit, n’en conservant que trente-cinq fascicules, dont trois sont perdus; Hormis Les Cinq Talismans, les deux textes les plus importants sont Les Cinq Chapitres du livre rouge (Chishu wupian 赤書五篇) et Les Chapitres supérieurs sur la salvation illimitée (Wuliang duren shangpin 無量渡人上品). Au VIe siècle, Song Wenming  rédigea un important commentaire des textes Lingbao dont il fit la partie principale du canon taoïste. Le canon Lingbao fut glosé jusqu’au XVe siècle.

## Caractéristiques
Durant les premiers siècles de son existence, contrairement à son « rival » Shangqing qui propose surtout une pratique individuelle basée sur la méditation, la gymnastique et la récitation du canon, et recrute en majorité dans les milieux aisés, Lingbao développe une base plus large et accorde plus d’importance aux rites collectifs et à la communauté des pratiquants. Il doit cette caractéristique en partie à Lu Xiujing, qui codifia les rituels en s’inspirant des réformes qu’il avait préconisées pour les Maîtres célestes. Son but était de faire retrouver aux différentes écoles la discipline des Cinq boisseaux de riz de Hanzhong, et son intervention donna une grande impulsion au courant. L’école est de plus connue pour ses talismans. L'influence du bouddhisme mahayana, visible dans tous les courants taoïstes contemporains, est particulièrement nette chez Lingbao avec, par exemple, l’adoption du concept de réincarnation, ou les noms de divinités dont certains proviennent du sanscrit. Néanmoins, la plupart de ces emprunts sont basés sur une compréhension superficielle ou erronée des concepts bouddhistes.

### Rituels
Parmi les rituels collectifs, le plus important est le zhai  ou « jeûne », cérémonie effectivement précédée d’un jeûne collectif et d’une purification, qui de nos jours encore porte la marque des Maîtres célestes et de Lingbao. Les rituels comportent musique, chants et danses ; on y distingue un aspect externe perceptible pour le public, et un aspect interne qui consiste en la reproduction mentale des gestes par le maître taoïste au fur et à mesure de leur exécution.
Ils se rangeaient à l'origine en trois catégories : céleste, terrestre et humaine. La première comprend les rites du Registre d’or censés prévenir les calamités, très prisés des empereurs et réservés à la famille impériale jusqu’à la fin des Tang. Les rites du Registre jaune (Terre) sont pour le repos des morts. Les rites du Registre de jade, pour la salvation du genre humain, ont été ultérieurement intégrés dans le Registre d’or.

### Méditation
Lingbao s’inspire pour la méditation de Shangqing, en particulier du cunshen , visualisation des divinités contenues à l’intérieur du corps, ainsi que les récitations de textes, mais dans une perspective différente. La visualisation ne fait plus partie d’un processus d’alchimie interne, mais devient un moyen de chasser les mauvaises pensées, tout comme la récitation du canon évite de mal parler et l’accomplissement des rituels zhai évite les mauvaises actions. Contribuer au bien commun et aider autrui est aussi important que la sublimation personnelle. 

### Cosmologie et eschatologie
À l’origine de l’univers est un souffle unique qui donne naissance au Pur des origines, le dieu principal de l’école. De ce dernier émanent trois entités appelés Joyau céleste (Tianbaojun 天寶君), Joyau magique (Lingbaojun 靈寶君) et Joyau divin (Shenbaojun 神寶君). Ce sont les sources des trois parties du canon, divisé à l’instar des trois corbeilles du canon bouddhiste : Dadong, Dongxuan et Dongshen. Sous l’influence du bouddhisme, le nombre dix fait son apparition dans la structure de l’univers, en même temps que les cieux étagés, au nombre de trente-deux. On y distingue le monde du désir, celui de la forme et le monde sans-forme
Lingbao reprend à son compte le thème des cycles apocalyptiques suivant la succession des cinq phases, connus semble-t-il de tous les autres mouvements religieux chinois (Taiping, Shangqing). À la fin de chaque phase, l’empereur correspondant apparait, des cataclysmes se produisent et seuls les fidèles sont sauvés, mis à l’abri par Xiwangmu dans son havre du mont Kunlun. Au terme des ères courtes, caractérisées par un excès de yin, la lune cause des inondations, les neuf souffles sont renouvelés et les 10 000 empereurs changent de rang. À la fin des ères longues, caractérisées par un excès de yáng, les animaux féroces envahissent la terre, le métal et les pierres fusionnent, le ciel et la terre échangent leurs places.
Inspirés par le bouddhisme, les adeptes de Lingbao ont ajouté l’idéal d’une bonne réincarnation à celui de l’immortalité. Après la mort, le corps subit une transformation alchimique dans le Palais de l’obscurité suprême (nord) où le yin est raffiné, puis dans le Palais austral où le yang l’est à son tour.

### Dieux
La divinité principale de l’école est le Vénérable des Origines, qui deviendra le premier des Trois Purs. Le panthéon comporte également les Cinq empereurs associés aux cinq éléments, les Empereurs des trois mondes (Ciel, Terre et Humain)  le Seigneur austral de la longévité  les dieux des Enfers, les Rois-dragons, les Dix sauveurs immortels, les Trente-deux empereurs célestes.

## Évolution
À partir du VIe siècle apparaissent de nombreuses branches dont les principales sont : Danyang , Dongming , Tongming , Yuyang , Yangjing , Donghua , Nanchang . Sous les Tang, Shangqing, mieux implanté dans l’aristocratie, est plus influent à la cour mais emprunte à Lingbao, entrainant un rapprochement des pratiques. À partir des Song, le nouveau courant Quanzhen devient prédominant dans le nord du pays, mais Lingbao reste l'une des trois écoles les plus importantes du sud. Elle s’uniront sous les Yuan au sein du courant Zhengyi, auquel Linbao est toujours rattaché. Sur l’île de Taïwan, l'école est surtout présente dans le comté de Tainan.